# Олефірівка (Кременчуцький район)
Олефі́рівка — село в Україні, у Кременчуцькому районі Полтавської області. Входить до складу Піщанської сільської громади. Населення становить 91 осіб. До 2025 року орган місцевого самоврядування — Гориславська сільська рада.

## Географія
Село Олефірівка знаходиться на правому березі річки Сухий Кагамлик, вище за течією на відстані 0,5 км розташоване село Гориславці, нижче за течією на відстані 0,5 км розташоване село Нова Знам'янка. Річка в цьому місці пересихає, на ній зроблена загата. Поруч проходить автомобільна дорога Т 1716.

## Назва
Олефірівка — від прізвища власника земель пана Олефіра.
Олефірівка має і іншу народну назву — Соколянка. Соколянка — від прізвища московської пані Сокологірної, що стала дружиною пана Олефіра (якщо пан Олефір — то цілком вигаданий персонаж, першими власниками Олефірівки у середині 18 ст. були останній кременчуцький сотник Яків Гаврилів і представники роду Москових, рідня полкового обозного Миргородського полку, то Сокологірські — від «Соколева Гора», пешоназви Сокілки на Ворсклі, то місцевий старшинсько-священицький рід — коли він став «московським», науці не відомо). В посаг за панянку її батько дав майстрових людей — шевців, ковалів, ткачів. І прізвища на Соколянці були такі: Швець, Кравець, Ткач, Коваль.